# سنگوکو تایسن
سنگوکو تایسن (به ژاپنی: 戦国大戦) یک سری بازی کامپیوتری است که توسط شرکت سگا ساخته شده است.